# Sang Yang
Sang Yang (chinesisch 桑洋, Pinyin Sāng Yáng; * 17. Juli 1982 in der Provinz Zhejiang) ist ein chinesischer Badmintonspieler.

## Sportliche Karriere
Bei der U-19-Juniorenweltmeisterschaft in Guangzhou im Jahre 2000 holte er im Mixed mit Zhang Yawen und im Herrendoppel mit Zheng Bo den Titel. Bei der Weltmeisterschaft 2003 erreichten Sang Yang und Zheng Bo das Halbfinale, wo sie den Dänen Lars Paaske und Jonas Rasmussen unterlagen.
Sang nahm für China bei Olympia 2004 im Männerdoppel mit seinem Partner Zheng Bo teil. Sie hatten in der ersten Runde ein Freilos und bezwangen in der zweiten Runde Chan Chong Ming und Chew Choon Eng aus Malaysia. Im Viertelfinale unterlagen Sang und Zheng gegen Kim Dong-moon und Ha Tae-kwon aus Südkorea mit 15:7, 15:11.
2007 trat er wegen einer Verletzung vom aktiven Sport zurück.

## Sportliche Erfolge
| Saison | Veranstaltung                    | Disziplin    | Platz | Name                      |
| ------ | -------------------------------- | ------------ | ----- | ------------------------- |
| 1999   | Junioren-Asienmeisterschaft      | Herrendoppel | 1     | Sang Yang / Chen Yu       |
| 2000   | Weltmeisterschaften der Junioren | Mixed        | 1     | Sang Yang / Zhang Yaween  |
| 2000   | Weltmeisterschaften der Junioren | Herrendoppel | 1     | Sang Yang / Zheng Bo      |
| 2000   | Junioren-Asienmeisterschaft      | Herrendoppel | 1     | Sang Yang / Zheng Bo      |
| 2001   | Weltmeisterschaft                | Herrendoppel | 17    | Deng Chuanhai / Sang Yang |
| 2001   | China Open                       | Mixed        | 5     | Sang Yang / Zhao Tingting |
| 2002   | Japan Open                       | Mixed        | 5     | Sang Yang / Gao Ling      |
| 2003   | Weltmeisterschaft                | Mixed        | 9     | Chen Lin / Sang Yang      |
| 2003   | Indonesia Open                   | Herrendoppel | 1     | Sang Yang / Zheng Bo      |
| 2003   | Weltmeisterschaft                | Herrendoppel | 3     | Sang Yang / Zheng Bo      |
| 2003   | China Open                       | Herrendoppel | 5     | Zheng Bo / Sang Yang      |
| 2004   | China: Einzelmeisterschaften     | Herrendoppel | 1     | Sang Yang / Zhang Wei     |
| 2004   | Olympia                          | Herrendoppel | 5     | Zheng Bo / Sang Yang      |
| 2004   | China Open                       | Herrendoppel | 3     | Sang Yang / Zheng Bo      |